# Forces aéroportées soviétiques
Les forces aéroportées soviétiques ou VDV (Vozdushno-desantnye voyska SSSR, russe : Воздушно-десантные войска СССР, ВДВ ; forces d'atterrissage aérien) étaient une branche militaire distincte des forces armées soviétiques. Formée pour la première fois avant la Seconde Guerre mondiale, la force a mené deux missions aéroportées importantes et un certain nombre d'opérations mobiles de plus petites envergures pendant la guerre et pendant de nombreuses années après 1945 ; qui est considérée à l'époque comme la plus grande force aéroportée au monde. La force est scindée après la dissolution de l'Union soviétique, le noyau devenant les forces aéroportées russes, et perdant des divisions au profit de la Biélorussie et de l'Ukraine.
Les troupes des forces aéroportées soviétiques portaient traditionnellement un béret bleu ciel et une telniashka à rayures bleues et elles étaient nommées desant (russe : Десант) de la Descente française.
Les forces aéroportées soviétiques se distinguaient par leur nombre relativement important de véhicules, spécialement conçus pour le transport aérien, en tant que tels, elles disposaient traditionnellement d'un plus grand nombre d'armes lourdes que la plupart des forces aéroportées contemporaines.

## Commandants
- 1941 - 1943 : Vassili Glazounov
- 1943 - 1944 : Alexandre Kapitokhine
- 1944 à 1946 : Ivan Zatevakhine

...
- 1950 à 1954 : Alexandre Gorbatov
- 1954 à 1959 : Vassili Marguelov
- 1959 à 1961 : Ivan Toutarinov
- 1961 à 1979 : Vassili Marguelov

...
- 1990 à 1991 : Pavel Gratchiov